# Tasovický lom
Tasovický lom este o arie protejată (arie specială de conservare — SAC, sit de importanță comunitară — SCI) din Republica Cehă întinsă pe o suprafață de 11,04 ha, integral pe uscat.

## Localizare
Centrul sitului Tasovický lom este situat la coordonatele 48°49′18″N 16°09′10″E / 48.821667°N 16.152778°E.

## Înființare
Situl Tasovický lom a fost declarat sit de importanță comunitară în aprilie 2005 pentru a proteja 1 specie de animale. Situl a fost protejat și ca arie specială de conservare în martie 2017.

## Biodiversitate
Situată în ecoregiunea panonică, aria protejată nu include niciun habitat protejat.
La baza desemnării sitului se află o specie protejată de  amfibieni: Triturus carnifex.